# Oncorhynchus formosanus
Oncorhynchus formosanus је зракоперка из реда Salmoniformes и фамилије Salmonidae. 

## Угроженост
Ова врста је крајње угрожена и у великој опасности од изумирања.

## Распрострањење
Кина је једино познато природно станиште врсте.

## Станиште
Станиште врсте су слатководна подручја.